# Alena Subrylawa
Alena Subrylawa (belarussisch Алена Зубрылава, engl. Transkription Alena Zubrylava, ukrainisch Олена Зубрилова – Olena Subrylowa – Olena Zubrylova, geb. ukrainisch Огурцова – Ohurzowa – Ohurtsova;) (* 25. Februar 1973 in Schostka, Oblast Sumy) ist eine ehemalige belarussische Biathletin ukrainischer Herkunft. Sie wurde in der damaligen Ukrainischen Sowjetrepublik geboren und nahm im Sommer 2002 die belarussische Staatsbürgerschaft an. Subrylawa lebt jedoch weiterhin in Kiew. Sie ist Sportlehrerin, hat eine Tochter und war von 1993 bis 2000 mit ihrem früheren Trainer Roman Subrylow verheiratet.

## Karriere
Olena Subrylowa gewann bei der WM 1997 in Osrblie dreimal Silber über 7,5 km, 15 km und in der 10 km Verfolgung. Bei der WM 1999 in Kontiolahti gewann sie Gold in der 10 km Verfolgung, Bronze über 7,5 km und im norwegischen Oslo (Holmenkollen) jeweils Gold über 15 km und im 12,5 km Massenstart, die wegen der Wetterverhältnisse in Kontialahti dort ausgetragen wurden. 2001 in Pokljuka Bronze über 15 km, 2002 wurde sie am Holmenkollen nochmal Massenstartweltmeisterin und 2003 in Chanty-Mansijsk Silber über 15 km und 2005 Bronze über 7,5 km. Mit der Staffel errang sie 1996, 2000 und 2001 jeweils Bronze. Sie gewann bis März 2006 einundzwanzig Weltcuprennen und wurde 1999 und 2000 jeweils Zweite sowie 2001 Dritte im Gesamtweltcup. Subrylowa war zwischen 1994 und 2006 bei vier Olympischen Spielen am Start. Das beste Ergebnis dabei war 2006 ein vierter Platz mit der Staffel. In den Einzelwettbewerben konnte sie nicht an ihre Erfolge bei Weltmeisterschaften anknüpfen und sie beendete ihre Karriere ohne olympische Medaille.
Nach einer erfolglosen Saison 2005/06 hatte Alena Subrylawa ihr Karriereende bekannt gegeben und angekündigt, sich verstärkt um ihre Tochter kümmern und als Trainerin arbeiten zu wollen. Trotzdem war sie beim zweiten Weltcup der Saison 2006/07 in Hochfilzen wieder als aktive Biathletin am Start. Ihr letztes Rennen bestritt sie schließlich beim ersten Sprint des Europacups 2006 in Obertilliach am 15. Dezember 2006, als sie noch einmal Dritte wurde. Seit der Saison 2007 arbeitet sie als Trainerin.

## Biathlon-Weltcup-Platzierungen
Die Tabelle zeigt alle Platzierungen (je nach Austragungsjahr einschließlich Olympische Spiele und Weltmeisterschaften).
- 1.–3. Platz: Anzahl der Podiumsplatzierungen
- Top 10: Anzahl der Platzierungen unter den ersten zehn (einschließlich Podium)
- Punkteränge: Anzahl der Platzierungen innerhalb der Punkteränge (einschließlich Podium und Top 10)
- Starts: Anzahl gelaufener Rennen in der jeweiligen Disziplin

| Platzierung         | Einzel | Sprint | Verfolgung | Massenstart | Team | Staffel | Gesamt |
| ------------------- | ------ | ------ | ---------- | ----------- | ---- | ------- | ------ |
| 1. Platz            | 3      | 6      | 8          | 4           |      | 3       | 24     |
| 2. Platz            | 3      | 8      | 7          | 2           | 2    | 3       | 25     |
| 3. Platz            | 1      | 2      | 4          | 1           |      | 13      | 21     |
| Top 10              | 19     | 40     | 41         | 18          | 2    | 45      | 165    |
| Punkteränge         | 33     | 77     | 67         | 30          | 2    | 48      | 257    |
| Starts              | 41     | 94     | 68         | 31          | 2    | 48      | 284    |
| Stand: Karriereende |        |        |            |             |      |         |        |